# Andrés Espejo
Juan Andrés Espejo Luna Victoria  (Lima; 19 de abril de 1951) es un pastor evangélico carismático peruano que desempeña el cargo de Secretario en la Junta Nacional del Movimiento Misionero Mundial en el Perú, y es presbítero en Villa María del Triunfo desde el 2005.
Se graduó en la Universidad Nacional Mayor de San Marcos. Posteriormente, ejerció su carrera como abogado, antes de ser elegido alcalde del distrito de La Victoria, desempeñando esa función desde 1987 a 1989.Como miembro del Partido Aprista, recibió formación política de líderes.
En 1993, se unió al Movimiento Misionero Mundial, donde desempeñó diversos roles de liderazgo. Fue elegido secretario de la Junta Nacional del MMM en Perú en 1996 y, desde 2005, ha sido presbítero en Villa María del Triunfo, consolidando su influencia dentro de la comunidad evangélica. Su trayectoria se ha caracterizado por una combinación de compromiso religioso y trabajo social.

## Vida personal

### Primeros años
Nació el 19 de abril de 1951 en Lima, Perú, en el seno de una familia con vínculos estrechos al activismo político. Su padre fue un dirigente sindical del Partido Aprista Peruano, partido que tuvo una influencia significativa en la vida política y social del Perú durante el siglo XX. Este entorno marcó desde temprano su inclinación hacia la política y el liderazgo.
A los siete años, comenzó a recibir formación orientada al activismo político, participando en actividades juveniles del partido. Durante su adolescencia, desarrolló habilidades de liderazgo y oratoria que más tarde emplearía en su carrera política. La influencia de su padre y las enseñanzas del aprismo moldearon su visión sobre el servicio público y su compromiso con las comunidades más necesitadas.

### Familia
El 22 de marzo de 1974, se casó con María Cerdán Ascencio. Este matrimonio tiene tres hijos. En 1993, renovó votos con su esposa tras estar separados diez años.

## Trayectoria política

### Alcalde de La Victoria (1987-1989)
En 1986, Andrés Espejo decidió postularse a la alcaldía del distrito de La Victoria, un área con una alta concentración de comercio informal. Fue elegido alcalde, tomando posesión del cargo el 1 de enero de 1987. Durante su gestión, se centró en la mejora de las condiciones urbanísticas y sociales del distrito, impulsando proyectos para resolver los problemas de infraestructura y servicios básicos. Además, promovió el comercio local y apoyó a los emprendedores, quienes enfrentaban grandes dificultades debido a la informalidad. 
En 1989, terminó su mandato como alcalde. Aunque se lograron avances en áreas clave, la administración sufrió de limitaciones financieras y dificultades para implementar reformas estructurales profundas. La creciente violencia y los problemas sociales del distrito fueron factores adicionales que marcaron su gestión. Tras concluir su periodo, Espejo se retiró temporalmente de la política activa. Sin embargo, mantuvo su influencia a nivel local y regional. 
A principios de la década de 1990, Espejo comenzó un proceso de transformación personal que lo llevó a involucrarse en áreas distintas, como el ámbito religioso y el ministerio pastoral. Aunque dejó la política activa, su legado como alcalde de La Victoria se recuerda por los esfuerzos en modernizar el distrito y mejorar las condiciones de vida de sus habitantes.

## Ministerio
En 1993 se unió al Movimiento Misionero Mundial (MMM), una organización religiosa de tradición pentecostal. Desde su incorporación, participó activamente en las actividades del movimiento, contribuyendo a su crecimiento y consolidación en el ámbito local. Durante este período, comenzó a asumir roles dentro de la estructura organizativa, enfocándose en la coordinación de actividades religiosas y en la promoción de iniciativas comunitarias.
En 1996, fue elegido vocal de los Oficiales Nacionales del MMM en el Perú, un cargo que le permitió involucrarse más directamente en la administración del movimiento. Desde esta posición, contribuyó a la planificación y supervisión de proyectos enfocados en la expansión del mensaje cristiano, así como en el fortalecimiento de las iglesias locales. También participó en la organización de eventos de alcance nacional, como conferencias y seminarios, y en la capacitación de líderes para la continuidad del trabajo misionero en diferentes regiones del país.
A lo largo de los años, Espejo continuó avanzando dentro del MMM. En 2005, asumió el cargo de presbítero en el distrito de Villa María del Triunfo, liderando la congregación y contribuyendo al desarrollo de la comunidad religiosa en esa zona. Como pastor, Espejo desempeñó funciones clave, como la predicación regular en los cultos, la enseñanza bíblica dirigida a diversos grupos dentro de la iglesia y la consejería espiritual para los miembros de la congregación. También organizó campañas evangelísticas para difundir el mensaje cristiano en comunidades vecinas y promovió actividades sociales, incluyendo la asistencia a familias en situación de necesidad.
En su rol como Secretario de la Junta Nacional del MMM en el Perú, asumió responsabilidades estratégicas en la coordinación de actividades de alcance nacional. Participó en la supervisión de la apertura de nuevas congregaciones, en la planificación de convenciones, retiros y seminarios enfocados en la capacitación de líderes y obreros, y en la administración de recursos destinados a proyectos de expansión y desarrollo de las iglesias locales. Asimismo, colaboró en la promoción del trabajo misionero a través de medios de comunicación, como la radio y la televisión, para ampliar el alcance del mensaje del movimiento.

## Resultado de alcaldía
| Distrito    | Alcalde electo              | Partido | Votos válidos | Porcentaje        |
| ----------- | --------------------------- | ------- | ------------- | ----------------- |
| La Victoria | Andrés Espejo Luna Victoria | APRA    | 56461         | \| \| 40.307 % \| |
|             | 40.307 %                    |         |               |                   |